# Neosalanx jordani
Neosalanx jordani är en fiskart som beskrevs av Wakiya och Takahashi, 1937. Neosalanx jordani ingår i släktet Neosalanx och familjen Salangidae. Inga underarter finns listade i Catalogue of Life.